# دونالد فريند
دونالد فريند (بالإنجليزية: Donald Friend)‏ هو كاتب يوميات ورسام أسترالي، ولد في 6 فبراير 1915 في Cremorne, New South Wales ‏ في أستراليا، وتوفي في 16 أغسطس 1989.